# Nothoceros
Nothoceros  es un género de plantas no vasculares en la familia Dendrocerotaceae. Comprende 16 especies descritas y de estas, solo 8 aceptadas.

## Taxonomía
El género fue descrito por (R.M.Schust.) J.Haseg. y publicado en Journal of the Hattori Botanical Laboratory 76: 32. 1994.

## Especies aceptadas
A continuación se brinda un listado de las especies del género Nothoceros aceptadas hasta diciembre de 2014, ordenadas alfabéticamente. Para cada una se indica el nombre binomial seguido del autor, abreviado según las convenciones y usos.	
- Nothoceros aenigmaticus (R.M. Schust.) J. C. Villarreal & K. D. McFarland
- Nothoceros canaliculatus (Pagan) Villarreal, Juan Carlos, Hässel de Menéndez & N. Salazar
- Nothoceros endiviaefolius (Mont.) J. Haseg. ex J. C. Villarreal, Hässel de Menéndez & N. Salazar
- Nothoceros fuegiensis (Stephani) J. C. Villarreal
- Nothoceros giganteus (Lehm. & Lindenb.) J. Haseg. ex J. C. Villarreal, Hässel de Menéndez & N. Salazar
- Nothoceros renzagliensis J. C. Villarreal, Campos, Laura V., J. Uribe M. & Goffinet
- Nothoceros superbus Villarreal, Juan Carlos, Hässel de Menéndez & N. Salazar
- Nothoceros vincentianus (Lehm. & Lindenb.) J. C. Villarreal